# Saltsjön
Saltsjön er en bugt i Stockholms indre havn mellem Lilla Värtan og Strömmen. På sydsiden ligger Kvarnholmen, Finnboda og Danviken i Nacka samt Södermalm i Stockholm. På nordsiden ligger Södra Djurgården.
Gennem Saltsjön går sejlruten ind til Stockholms indre havn samt til Hammarbyleden. Vanddybden er i dag op til ca. 30 meter, efter at de største dybder er brugt til fyldområder. Bundsedimenterne er stærkt forurenet. 
Langs kysten findes det mange smukke og imponerende bygninger, for eksempel Täcka Udden og Manillaskolan på Södra Djurgården og ældrehjemmet Danvikshem, møllen Tre Kronor og Saltsjöqvarn i Nacka.
59°19′7.15″N 18°6′27.1″Ø / 59.3186528°N 18.107528°Ø